# Kamil Stoch
Kamil Wiktor Stoch (Zakopane, 1987. május 25. –) háromszoros olimpiai bajnok és kétszeres világbajnok, háromszoros négysánc győztes lengyel síugró. Jelenleg a lengyel KS Eve-nement Zakopane versenyzője.

## Pályafutása
Stoch első nemzetközi versenyét 1999-ben teljesítette Garmisch-Partenkirchenben. 2003-tól a Kontinentális Kupában szerepelt, ami a második legnagyobb bajnokság a Világkupa után.
2003 és 2005 között szerepelt junior világbajnokságokon, ahol 2004-ben és 2005-ben is második lett a lengyel csapattal. Első felnőtt világbajnokságát 2005-ben teljesítette Oberstdorf-ban, ahol 6. lett a csapatával.
2005. január 29-én szülővárosában Zakopane-ban vett rész először világkupa versenyen, ahol az első kör után nem jutott tovább. Még ebben az évben február 11-én megszerezte első világkupa pontjait Preglato-ban, ahol hetedik lett.
2006-ban már az olimpiai csapat tagja volt, Stefan Hula, Robert Mateja és Adam Malysz mellett. Egyéniben normálsáncon 16., nagysáncon 26., csapatban pedig az 5. helyezést érte el.
2007. október 3-án megnyerte a nyári Grand Prix egyik versenyét Oberhof-ban, ahol mind a két sorozatban ő ugrotta a legjobbat. 2007 decemberében nagysáncon lengyel bajnok lett Zakopane-ban.
2009. február 21-én az északi-sí világbajnokságon negyedik lett normálsáncon Liberec-ben. Március 21-én a Planica-i világkupa futamon a második helyezést érte el a lengyel csapattal. 2011. január 29-én Willingenben csapatával a harmadik helyet szerezte meg.
A Vancouver-i téli olimpián is indult, ahol normálsáncon 27. lett. A 2010-es nyári szezonban uralta a Kontinentális kupát, ahol egy második helyen kívül, hat első helyet szerzett, amivel a szezon végén abszolút bajnok lett. 2011. január 23-án megszerezte első világkupa győzelmét nagysáncon Zakopane-ban.
A 2011-2012-es világkupa sorozatban a négysáncverseny összetettbeli nyolcadik helyét érte el. Még ebben a szezonban, világkupában ötödik, sírepülésben pedig a hatodik helyen zárt, amelyek addigi legjobb eredményeinek számítottak.
2013 februárjában megnyerte a Val di Fiemme-ben első világbajnoki címét egyéniben, csapattársaival (Piotr Zyla, Dawid Kubacki és Maciej Kot) pedig Ausztria és Németország mögött bronzérmet szereztek a csapatversenyben. Ezzel megszerezték Lengyelország első érmét síugrásban a világbajnokságokon.
2010-ben feleségül vette barátnőjét Ewa-t. A 2012-2013-as szezon után Sabrina Windmüller-rel együtt megválasztották a FIS Versenyzői Bizottság élére, hogy képviselje a síugrók érdekeit.
A 2013-2014-es világkupa sorozatban 6 győzelemmel és emellett még 6 dobogóval első helyen zárt az összetettben. A 2016-2017-es szezonban megszerezte az összetettbeli győzelmet a négysánc-versenyen, melynek Bischofshofen-i állomását meg is nyerte. A 2017-2018-as szezonban megszerezte az összetettbeli győzelmet a négysánc-versenyen, melynek mind a 4 állomását megnyerte.

## Világkupa

### Győzelmek
| Dátum              | Helyszín               | Sánc |
| ------------------ | ---------------------- | ---- |
| 2011. január 23.   | Zakopane               |      |
| 2011. február 2.   | Klingenthal            |      |
| 2011. március 20.  | Planica                | SF   |
| 2012. január 20.   | Zakopane               |      |
| 2012. február 5.   | Val di Fiemme          |      |
| 2013. március 12.  | Kuopio                 |      |
| 2013. március 15.  | Trondheim              |      |
| 2013. december 15. | Titisee-Neustadt       |      |
| 2013. december 22. | Engelberg              |      |
| 2014. február 1.   | Willingen              |      |
| 2014. február 2.   | Willingen              |      |
| 2014. március 2.   | Lahti                  |      |
| 2014. március 4.   | Kuopio                 |      |
| 2015. január 18.   | Zakopane               |      |
| 2015. január 30.   | Willingen              |      |
| 2016. december 11. | Lillehammer            |      |
| 2017. január 6.    | Bischofshofen          |      |
| 2017. január 14.   | Wisla                  |      |
| 2017. január 15.   | Wisla                  |      |
| 2017. január 22.   | Zakopane               |      |
| 2017. február 12.  | Szapporo               |      |
| 2017. március 19.  | Vikersund              | SF   |
| 2017. december 30. | Oberstdorf             |      |
| 2018. január 1.    | Garmisch-Partenkirchen |      |
| 2018. január 4.    | Innsbruck              |      |
| 2018. január 6.    | Bischofshofen          |      |
| 2018. március 4.   | Lahti                  |      |
| 2018. március 13.  | Lillehammer            |      |
| 2018. március 15.  | Trondheim              |      |
| 2018. március 23.  | Planica                | SF   |
| 2018. március 25.  | Planica                | SF   |
| 2019. február 3.   | Oberstdorf             | SF   |
| 2019. február 10.  | Lahti                  |      |

SF(Ski Flying)= Sírepülés